# Henvålen
Henvålen är en jakt- och konferensanläggning, som ligger i omedelbar närhet av Henvålens naturreservat i Härjedalen.
Första nybyggesansökan vid Aloppkroken som platsen då kallades, gjordes 1826, men den långa avvittringsprocessen fördröjde tillstånd till 1846, då Sven Persson fick ansökan bifallen. Den hade han övertagit och framställt 1838. Hans första nybygge företogs drygt 500 meter längre i syd, men brist på vatten vintertid medförde snar flyttning till gårdens nuvarande läge.
Henvålen hade som mest tre gårdar. Bosättningen, som vid denna tid låg 20 kilometer från närmaste väg i byn Särvsjö vid Neder-Särvsjön, var permanent bebodd till 1945. 
Den nuvarande fastigheten är på omkring 9 400 hektar och köptes i mitten av 1990-talet av Maths O. Sundqvist. Han började 2007 en större utbyggnad till en anläggning med 24 övernattande gäster. Projekt avstannade 2009 efter det att Sundqvists investeringsföretag Skrindan hamnat i ekonomiska svårigheter och avträtts till staten, som vid årsskiftet 2008/09 hade övertagit Skrindans krisande långivare Carnegie Investment Bank AB. År 2011 trädde SCA in som partner, och byggnadsprojektet fullföljdes 2012. Efter Sundqvists död övertogs anläggningen 2013 i sin helhet av SCA, Industrivärden och Handelsbanken.
Henvålen ägs idag av Henvålen Fjällgård AB, från februari 2024 helägt av Kjell Inge Rökke, och har de senaste åren använts som jaktstuga och som konferensanläggning av främst SCA, som tidigare ägt anläggningen och där anordnat i genomsnitt fyra representationsjakter per år. Denna verksamhet väckte 2014/15 uppmärksamhet i media, i samband med att SCA i en serie artiklar i Svenska Dagbladet anklagades för vidlyftig representation, vilket så småningom blev en bidragande anledning till att Sverker Martin-Löf och Anders Nyrén lämnade sina poster inom Handelsbankssfären.
Anläggningen består av omkring åtta byggnader i traditionell Härjedalsstil.